# Корпоративные животные
«Корпоративные животные» (англ. Corporate Animals) — американский комедийный фильм режиссёра Патрика Брайса. В главной роли: Деми Мур.

## Сюжет
Фильм рассказывает о Люси, руководителе ведущей американской компании, специализирующейся на производстве съедобной посуды. Однажды она организует экстремальный тимбилдинг для сотрудников компании, связанный с групповым спуском в пещеру. В результате землетрясения выход оказывается завален, а гид группы погиб. Потерпевшие остались без еды, воды и связи. Единственный шанс на выживание — каннибализм.

## В ролях
| Актёр            | Роль    |
| ---------------- | ------- |
| Деми Мур         | Люси    |
| Эд Хелмс         | Брэндон |
| Джессика Уильямс | Джесс   |
| Каран Сони       | Фредди  |
| Исайя Уитлок мл. | Дерек   |
| Марта Келли      | Глория  |
| Дэн Баккедал     | Билли   |
| Келам Уорти      | Эйдан   |
| Дженнифер Ким    | Мэй     |
| Насим Педрад     | Сюзи    |